# 亚当·弗兰克
亚当·弗兰克（1962年8月1日—）是一位物理学家、天文学家和科学作家，专攻恆星形成与恆星演化，2021年获卡尔·萨根行星科学卓越公众传播奖章，主要作品有《星光：外星世界与地球的命运》（Light of the Stars. Alien Worlds and the Fate of the Earth）等。